# Contea di Yunmeng
La contea di Yunmeng (云梦县S, Yúnmèng XiànP) è una contea della Cina, situata nella provincia di Hubei e amministrata dalla prefettura di Xiaogan.